# Ladies Italian Open
O Ladies Italian Open é um torneio de golfe profissional que faz parte do calendário oficial do Ladies European Tour (Circuito Europeu de Senhoras/ou Feminino), disputado na Itália desde 1987.

## Campeãs
| Ano                                        | Local               | Campeã                | País                | Resultado           | Margem              | Vice-campeã(s)          | País                |
| Ladies Italian Open                        | Ladies Italian Open | Ladies Italian Open   | Ladies Italian Open | Ladies Italian Open | Ladies Italian Open | Ladies Italian Open     | Ladies Italian Open |
| ------------------------------------------ | ------------------- | --------------------- | ------------------- | ------------------- | ------------------- | ----------------------- | ------------------- |
| 2014                                       | Perugia Golf Club   | Florentyna Parker     | Inglaterra          | 209 (−7)            | 1 tacada            | Holly Clyburn           | Inglaterra          |
| 2012–13                                    | Não houve torneio   | Não houve torneio     | Não houve torneio   | Não houve torneio   | Não houve torneio   | Não houve torneio       | Não houve torneio   |
| Sicilian Ladies Italian Open               |                     |                       |                     |                     |                     |                         |                     |
| 2011                                       | Il Picciolo         | Christina Kim         | Estados Unidos      | 209 (−7)            | 4 tacadas           | Giulia Sergas           | Itália              |
| Carta Sì Ladies Italian Open               |                     |                       |                     |                     |                     |                         |                     |
| 2010                                       | Não houve torneio   | Não houve torneio     | Não houve torneio   | Não houve torneio   | Não houve torneio   | Não houve torneio       | Não houve torneio   |
| 2009                                       | Le Rovedine Milano  | Marianne Skarpnord    | Noruega             | 204 (−12)           | Playoff             | Laura Davies            | Inglaterra          |
| BMW Ladies Italian Open                    |                     |                       |                     |                     |                     |                         |                     |
| 2008                                       | Argentario          | Martina Eberl         | Alemanha            | 275 (−9)            | 5 tacadas           | Carmen Alonso           | Espanha             |
| 2007                                       | Parco de' Medici    | Trish Johnson         | Inglaterra          | 273 (−15)           | 1 tacada            | Bettina Hauert          | Alemanha            |
| 2006                                       | Parco de' Medici    | Gwladys Nocera        | França              | 274 (−14)           | 2 tacadas           | Sophie Giquel           | França              |
| 2005                                       | Parco de' Medici    | Iben Tinning          | Dinamarca           | 271 (−17)           | 1 tacada            | Veronica Zorzi          | Itália              |
| 2004                                       | Parco di Roma       | Ana Belén Sánchez     | Espanha             | 281 (−7)            | 1 tacada            | Martina Eberl           | Alemanha            |
| La Perla Ladies Italian Open               |                     |                       |                     |                     |                     |                         |                     |
| 2003                                       | Poggio dei Medici   | Ludivine Kreutz       | França              | 282 (−10)           | 1 tacada            | Elisabeth Esterl        | Alemanha            |
| 2003                                       | Poggio dei Medici   | Ludivine Kreutz       | França              | 282 (−10)           | 1 tacada            | Karen Lunn              | Austrália           |
| 2003                                       | Poggio dei Medici   | Ludivine Kreutz       | França              | 282 (−10)           | 1 tacada            | Anne-Marie Knight       | Austrália           |
| 2002                                       | Poggio dei Medici   | Iben Tinning          | Dinamarca           | 278 (−14)           | 1 tacada            | Sophie Gustafson        | Suécia              |
| 2001                                       | Poggio dei Medici   | Paula Martí           | Espanha             | 283 (−9)            | Playoff             | Raquel Carriedo         | Espanha             |
| Ladies Italian Open                        |                     |                       |                     |                     |                     |                         |                     |
| 2000                                       | Poggio dei Medici   | Sophie Gustafson      | Suécia              | 284 (−8)            | 3 tacadas           | Valérie Van Ryckeghem   | Bélgica             |
| 2000                                       | Poggio dei Medici   | Sophie Gustafson      | Suécia              | 284 (−8)            | 3 tacadas           | Silvia Cavalleri        | Itália              |
| 1999                                       | Poggio dei Medici   | Samantha Head         | Inglaterra          | 214 (−5)            | 1 tacada            | Marina Arruti           | Espanha             |
| 1999                                       | Poggio dei Medici   | Samantha Head         | Inglaterra          | 214 (−5)            | 1 tacada            | Patricia Meunier-Lebouc | França              |
| 1999                                       | Poggio dei Medici   | Samantha Head         | Inglaterra          | 214 (−5)            | 1 tacada            | Mette Hageman           | Países Baixos       |
| 1999                                       | Poggio dei Medici   | Samantha Head         | Inglaterra          | 214 (−5)            | 1 tacada            | Riikka Hakkarainen      | Finlândia           |
| 1999                                       | Poggio dei Medici   | Samantha Head         | Inglaterra          | 214 (−5)            | 1 tacada            | Trish Johnson           | Inglaterra          |
| Sicilian Ladies' Open/Italian Ladies' Open |                     |                       |                     |                     |                     |                         |                     |
| 1998                                       | Não houve torneio   | Não houve torneio     | Não houve torneio   | Não houve torneio   | Não houve torneio   | Não houve torneio       | Não houve torneio   |
| 1997                                       | Il Picciolo         | Valérie Van Ryckeghem | Bélgica             | 288 (−4)            | Playoff             | Patricia Gonzalez       | Colômbia            |
| Italian Ladies' Open di Sicilia            |                     |                       |                     |                     |                     |                         |                     |
| 1996                                       | Il Picciolo         | Laura Davies          | Inglaterra          | 282 (−10)           | 3 tacadas           | Tina Fischer            | Alemanha            |
| 1996                                       | Il Picciolo         | Laura Davies          | Inglaterra          | 282 (−10)           | 3 tacadas           | Fiona Pike              | Inglaterra          |
| Italian Ladies' Open                       |                     |                       |                     |                     |                     |                         |                     |
| 1995                                       | Il Picciolo         | Denise Booker         | Austrália           | 284 (−8)            | 1 tacada            | Amaia Arruti            | Espanha             |
| BMW Italian Ladies' Open                   |                     |                       |                     |                     |                     |                         |                     |
| 1994                                       | Lignano             | Corinne Dibnah        | Austrália           |                     |                     |                         |                     |
| 1993                                       | Lignano             | Amaia Arruti          | Espanha             |                     |                     |                         |                     |
| 1992                                       | Frassenelle         | Laura Davies          | Inglaterra          |                     |                     |                         |                     |
| 1991                                       | Albarella           | Corinne Dibnah        | Austrália           |                     |                     |                         |                     |
| Italian Ladies' Open                       |                     |                       |                     |                     |                     |                         |                     |
| 1990                                       | Gardagolf           | Florence Descampe     | Bélgica             |                     |                     |                         |                     |
| 1989                                       | Carimate            | Xonia Wunsch-Ruiz     | Espanha             |                     |                     |                         |                     |
| 1988                                       | Ca' della Nave      | Laura Davies          | Inglaterra          |                     |                     |                         |                     |
| 1987                                       | Croara              | Laura Davies          | Inglaterra          |                     |                     |                         |                     |